# Kulturni feminizam
Kulturni feminizam je ideologija koja se razvila unutar feminizma u svrhu preispitivanja, odnosno afirmativnog stava prema do tada često zanemarenim ženskim atributima. Prema toj ideologiji postoje temeljne razlike u osobnosti i psihologiji između muškaraca i žena, a upravo te razlike čine žene nadmoćnijima u odnosu na muškarce. Na temelju bioloških razlika između muškaraca i žena - kao što su menstruacija i rađanje djece - izvlači se zaključak kako žene posjeduju vlastitu "žensku kulturu." Kulturne feministice nadalje tvrde kako žene kao "nježniji spol" posjeduju vlastiti "ženski" način rješavanja društvenih problema, odnosno da bi svijetom zavladao mir ako bi njime vladale žene umjesto "agresivnih" muškaraca.
Kulturni feminizam se smješta u kategoriju tzv. diferencijalnog feminizma, a često je bio predmetom kritika, pogotovo, grupa za muška prava koji ga optužuju za mizandriju.